# Antipodophlebia asthenes
Antipodophlebia asthenes är en trollsländeart som först beskrevs av Tillyard 1916.  Antipodophlebia asthenes ingår i släktet Antipodophlebia och familjen mosaiktrollsländor. IUCN kategoriserar arten globalt som nära hotad. Inga underarter finns listade i Catalogue of Life.